# ويليام موريس هنت
ويليام موريس هنت (بالإنجليزية: William Morris Hunt)‏ هو رسام أمريكي، ولد في 31 مارس 1824 في براتلبورو في الولايات المتحدة، وتوفي في 8 سبتمبر 1879 في نيوهامبشير في الولايات المتحدة بسبب غرق.

## وصلات خارجية
- ويليام موريس هنت على موقع الموسوعة البريطانية (الإنجليزية)